# Loxosceles malintzi
La araña violinista de la Malinche (Loxosceles malintzi) es una especie de arácnido del género Loxosceles, familia Sicariidae. Esta especie endémica de México fue descrita recientemente por Valdez-Mondragón, Cortez-Roldán, Juárez-Sánchez & Solís-Catalán en 2018. El nombre específico malintzi hace alusión al volcán La Malinche, ubicado en parte en el estado de Puebla, donde se registró la localidad tipo de la especie.

## Clasificación y descripción
La coloración del carapacho es naranja pálido, con un patrón de "violín" bien definido dorsalmente color marrón rojizo en la región ocular y marcadamente marrón oscuro en la parte posterior: se aprecian tres manchas marrones irregulares en cada lado de la parte dorsal del carapacho el cual es más largo que ancho, piriforme, con setas pequeñas y numerosas. El esternón es naranja pálido, más largo que ancho. El opistosoma es color naranja pálido, más oscuro en la parte posterior, ovalado, más largo que ancho y alto. La coloración de las patas es la siguiente: coxas de color amarillo pálido, gris hacia los extremos; trocanter naranja; fémures de color naranja pálido, más pálidos en los fémures III y IV; rótulas rojizas basalmente, gris pálido distalmente.

## Distribución y hábitat
Esta especie endémica distribuye en el estado mexicano de Puebla.
Estas arañas pueden encontrarse debajo de piedras o dentro de restos de cactus, ubicados en el bosque tropical caducifolio. Se ha observado que pueden habitar dentro de casas.

## Estado de conservación
No se encuentra dentro de ninguna categoría de riesgo en las normas nacionales o internacionales.

## Relevancia médica
Esta especie es uno de los organismos considerados de importancia médica. Su mordedura puede llegar a representar un riesgo grave a la salud y requiere atención médica.